# Poirot (serial telewizyjny)

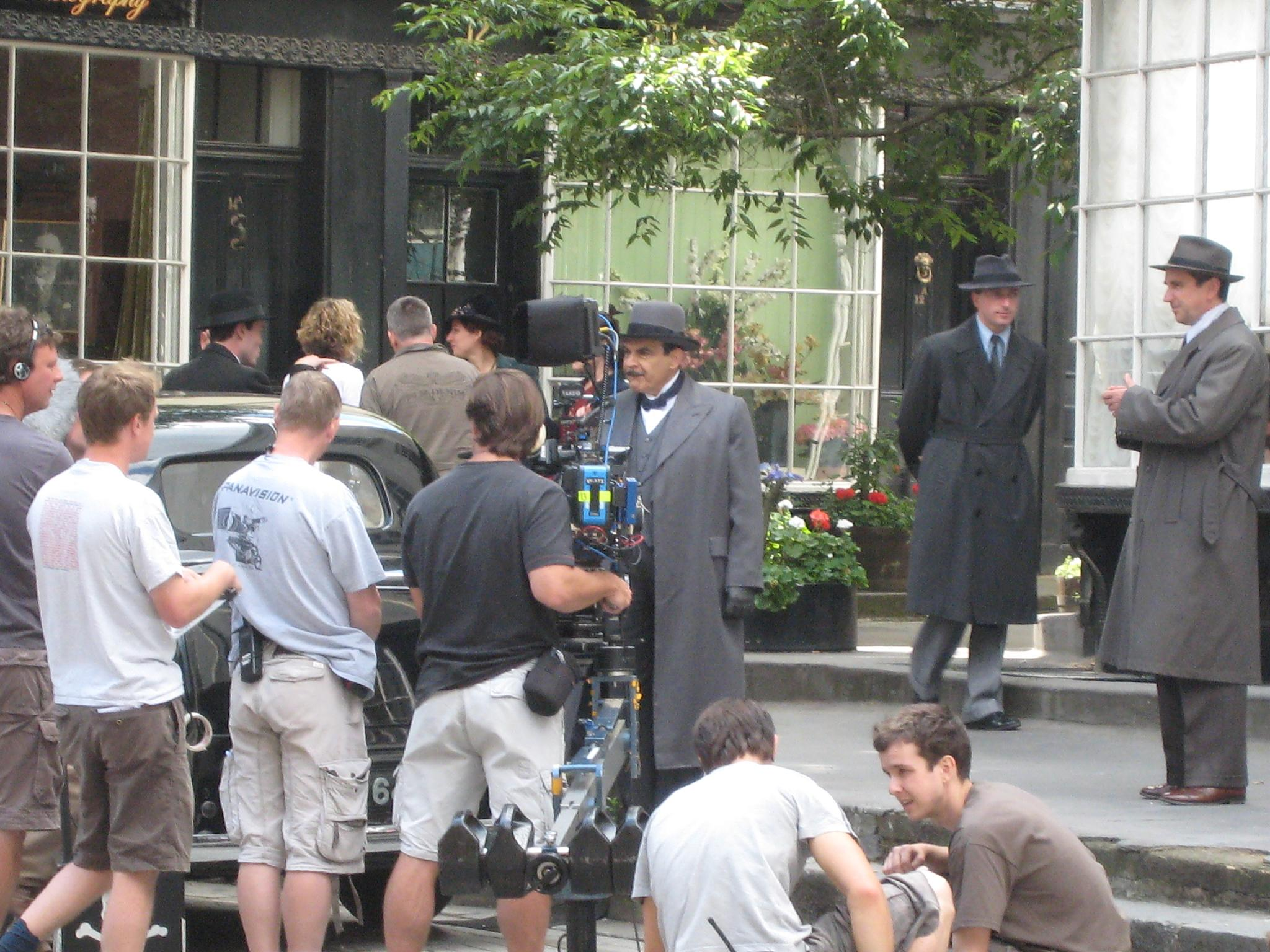
David Suchet podczas kręcenia sceny do jednego z odcinków

Poirot (tytuł oryginalny Agatha Christie’s Poirot) – brytyjski serial kryminalny z Davidem Suchetem w roli głównej na podstawie powieści kryminalnych Agathy Christie. Serial emitowany w latach 1989–2013 składa się z 70 odcinków podzielonych na 13 serii.

## Fabuła
Belgijski detektyw Herkules Poirot wykorzystując niezwykły intelekt oraz instynkt detektywistyczny, rozwiązuje zawiłe zagadki kryminalne. Pomagają mu w tym kapitan Arthur Hastings, inspektor Japp ze Scotland Yardu, sekretarka Felicity Lemon i pisarka Ariadna Oliver.

## Obsada
- David Suchet jako Herkules Poirot
- Hugh Fraser jako kapitan Arthur Hastings
- Philip Jackson jako Inspektor Japp
- Pauline Moran jako Felicity Lemon
- Zoë Wanamaker jako Ariadna Oliver (2005–2013)

W poszczególnych odcinkach wystąpili m.in.: Phyllida Law, James Fox, Jenny Agutter, Polly Walker, Anna Chancellor, Toby Jones, Art Malik, Emily Blunt, Edward Fox, Greta Scacchi, Joely Richardson, Sophie Thompson, David Bamber, Lysette Anthony, Michael Fassbender, Jessica Chastain, Gemma Jones, Jamie Bamber, David Soul, Tim Pigott-Smith, Barbara Hershey, Alexander Siddig, Siân Phillips, Elliott Gould, Simon Callow, Elizabeth McGovern.
| Postać                  | Serie          | Serie          | Serie          | Serie          | Serie          | Serie          | Serie          | Serie          | Serie        | Serie         | Serie         | Serie         | Serie          |
| Postać                  | 1              | 2              | 3              | 4              | 5              | 6              | 7              | 8              | 9            | 10            | 11            | 12            | 13             |
| ----------------------- | -------------- | -------------- | -------------- | -------------- | -------------- | -------------- | -------------- | -------------- | ------------ | ------------- | ------------- | ------------- | -------------- |
| Herkules Poirot         | David Suchet   | David Suchet   | David Suchet   | David Suchet   | David Suchet   | David Suchet   | David Suchet   | David Suchet   | David Suchet | David Suchet  | David Suchet  | David Suchet  | David Suchet   |
| Kapitan Arthur Hastings | Hugh Fraser    | Hugh Fraser    | Hugh Fraser    | Hugh Fraser    | Hugh Fraser    | Hugh Fraser    | Hugh Fraser    | Hugh Fraser    |              |               |               |               | Hugh Fraser    |
| Nadinspektor James Japp | Philip Jackson | Philip Jackson | Philip Jackson | Philip Jackson | Philip Jackson | Philip Jackson | Philip Jackson | Philip Jackson |              |               |               |               | Philip Jackson |
| Felicity Lemon          | Pauline Moran  | Pauline Moran  | Pauline Moran  |                | Pauline Moran  | Pauline Moran  | Pauline Moran  | Pauline Moran  |              |               |               |               | Pauline Moran  |
| Ariadna Oliver          |                |                |                |                |                |                |                |                |              | Zoë Wanamaker | Zoë Wanamaker | Zoë Wanamaker | Zoë Wanamaker  |
| George                  |                |                |                |                |                |                |                |                |              | David Yelland | David Yelland | David Yelland | David Yelland  |
| Komisarz Harold Spence  |                |                |                |                |                |                |                |                |              | Richard Hope  | Richard Hope  |               |                |
| Hrabina Vera Rossakoff  |                |                | Kika Markham   |                |                |                |                |                |              |               |               |               | Orla Brady     |

## Spis odcinków
|                      |                                       |                                         |        |
| Seria 1 (1989)       |                                       |                                         |        |
|                      |                                       |                                         |        |
| 01                   | Przygoda kucharki z Clapham           | The Adventure of the Clapham Cook       | [ 2 ]  |
|                      |                                       |                                         |        |
| 02                   | Morderstwo w zaułku                   | Murder in the Mews                      | [ 3 ]  |
|                      |                                       |                                         |        |
| 03                   | Przygoda Johniego Waverly             | The Adventure of Johnnie Waverly        | [ 4 ]  |
|                      |                                       |                                         |        |
| 04                   | Dwadzieścia cztery kosy               | Four and Twenty Blackbirds              | [ 5 ]  |
|                      |                                       |                                         |        |
| 05                   | Mieszkanie na trzecim piętrze         | The Third Floor Flat                    | [ 6 ]  |
|                      |                                       |                                         |        |
| 06                   | Trójkąt na Rodos                      | Triangle at Rhodos                      | [ 7 ]  |
|                      |                                       |                                         |        |
| 07                   | Zagadka na morzu                      | Problem at Sea                          | [ 8 ]  |
|                      |                                       |                                         |        |
| 08                   | Niewiarygodna kradzież                | The Incredible Theft                    | [ 9 ]  |
|                      |                                       |                                         |        |
| 09                   | Król trefl                            | The King of Clubs                       | [ 10 ] |
|                      |                                       |                                         |        |
| 10                   | Sen                                   | The Dream                               | [ 11 ] |
| Seria 2 (1990)       |                                       |                                         |        |
|                      |                                       |                                         |        |
| 11                   | Samotny Dom                           | Peril at End House                      | [ 12 ] |
|                      |                                       |                                         |        |
| 12                   | Dama w woalce                         | The Veiled Lady                         | [ 13 ] |
|                      |                                       |                                         |        |
| 13                   | Zaginiona kopalnia                    | The Lost Mine                           | [ 14 ] |
|                      |                                       |                                         |        |
| 14                   | Zagadka z Kornwalii                   | The Cornish Mystery                     | [ 15 ] |
|                      |                                       |                                         |        |
| 15                   | Zniknięcie pana Davenheima            | The Disappearance of Mr. Davenheim      | [ 16 ] |
|                      |                                       |                                         |        |
| 16                   | Podwójny grzech                       | Double Sin                              | [ 17 ] |
|                      |                                       |                                         |        |
| 17                   | Perypetie z tanim mieszkaniem         | The Adventure of the Cheap Flat         | [ 18 ] |
|                      |                                       |                                         |        |
| 18                   | Porwanie premiera                     | The Kidnapped Prime Minister            | [ 19 ] |
|                      |                                       |                                         |        |
| 19                   | Gwiazda Zachodu                       | The Adventure of the Western Star       | [ 20 ] |
| Seria 3 (1991)       |                                       |                                         |        |
| 20                   | Tajemnicza historia w Styles          | The Mysterious Affair at Styles         | [ 21 ] |
|                      |                                       |                                         |        |
| 21                   | Co masz w swoim ogródeczku?           | How Does Your Garden Grow?              | [ 22 ] |
|                      |                                       |                                         |        |
| 22                   | Kradzież obligacji za milion dolarów  | The Million Dollar Bond Robbery         | [ 23 ] |
|                      |                                       |                                         |        |
| 23                   | Express do Plymoouth                  | The Plymouth Express                    | [ 24 ] |
|                      |                                       |                                         |        |
| 24                   | Gniazdo os                            | Wasps' Nest                             | [ 25 ] |
|                      |                                       |                                         |        |
| 25                   | Tragedia w Marsdon Manor              | The Tragedy at Marsdon Manor            | [ 26 ] |
|                      |                                       |                                         |        |
| 26                   | Podwójny trop                         | The Double Clue                         | [ 27 ] |
|                      |                                       |                                         |        |
| 27                   | Tajemnica hiszpańskiego kufra         | The Mystery of the Spanish Chest        | [ 28 ] |
|                      |                                       |                                         |        |
| 28                   | Kradzież królewskiego rubinu          | The Theft of the Royal Ruby             | [ 29 ] |
|                      |                                       |                                         |        |
| 29                   | Morderstwo na Balu Zwycięstwa         | The Affair at the Victory Ball          | [ 30 ] |
|                      |                                       |                                         |        |
| 30                   | Tajemnica Hunter’s Lodge              | The Mystery of Hunter’s Lodge           | [ 31 ] |
| Seria 4 (1992)       |                                       |                                         |        |
|                      |                                       |                                         |        |
| 31                   | A.B.C. morderstwa (A.B.C.)            | The A.B.C. Murders                      | [ 32 ] |
|                      |                                       |                                         |        |
| 32                   | Śmierć w chmurach                     | Death in the clouds                     | [ 33 ] |
|                      |                                       |                                         |        |
| 33                   | Pierwsze, drugie... zapnij mi obuwie  | One, Two, Buckle My Shoe                | [ 34 ] |
| Seria 5 (1993)       |                                       |                                         |        |
|                      |                                       |                                         |        |
| 34                   | Tajemnica egipskiego grobowca         | The Adventure of the Egyptian Tomb      | [ 35 ] |
|                      |                                       |                                         |        |
| 35                   | Przegrany gość                        | The Underdog                            | [ 36 ] |
|                      |                                       |                                         |        |
| 36                   | Żółty irys                            | The Yellow Iris                         | [ 37 ] |
|                      |                                       |                                         |        |
| 37                   | Zaginiony testament                   | The Case of the Missing Will            | [ 38 ] |
|                      |                                       |                                         |        |
| 38                   | Sprawa włoskiego arystokraty          | The Adventure of the Italian Nobleman   | [ 39 ] |
|                      |                                       |                                         |        |
| 39                   | Bombonierka                           | The Chocolate Box                       | [ 40 ] |
|                      |                                       |                                         |        |
| 40                   | Lustro nieboszczyka                   | Dead Man’s Mirror                       | [ 41 ] |
|                      |                                       |                                         |        |
| 41                   | Kradzież w hotelu Grand Metropolitan  | Jewel Robbery at the Grand Metropolitan | [ 42 ] |
| Seria 6 (1994–1996)  |                                       |                                         |        |
|                      |                                       |                                         |        |
| 42                   | Boże Narodzenie Herkulesa Poirot      | Hercule Poirot's Christmas              | [ 43 ] |
|                      |                                       |                                         |        |
| 43                   | Entliczek pentliczek                  | Hickory Dickory Dock                    | [ 44 ] |
|                      |                                       |                                         |        |
| 44                   | Morderstwo na polu golfowym           | Murder on the Links                     | [ 45 ] |
|                      |                                       |                                         |        |
| 45                   | Niemy świadek                         | Dumb Witness                            | [ 46 ] |
| Seria 7 (2000)       |                                       |                                         |        |
|                      |                                       |                                         |        |
| 46                   | Zabójstwo Rogera Ackroyda             | The Murder of Roger Ackroyd             | [ 47 ] |
|                      |                                       |                                         |        |
| 47                   | Śmierć lorda Edgware’a                | Lord Edgware Dies                       | [ 48 ] |
| Seria 8 (2001)       |                                       |                                         |        |
|                      |                                       |                                         |        |
| 48                   | Zło czai się pod słońcem              | Evil Under the Sun                      | [ 49 ] |
|                      |                                       |                                         |        |
| 49                   | Morderstwo w Mezopotamii              | Murder in Mesopotamia                   | [ 50 ] |
| Seria 9 (2003–2004)  |                                       |                                         |        |
|                      |                                       |                                         |        |
| 50                   | Poirot: Pięć małych świnek            | Five Little Pigs                        | [ 51 ] |
|                      |                                       |                                         |        |
| 51                   | Poirot: Zerwane zaręczyny             | Sad Cypress                             | [ 52 ] |
|                      |                                       |                                         |        |
| 52                   | Poirot: Śmierć na Nilu                | Death on the Nile                       | [ 53 ] |
|                      |                                       |                                         |        |
| 53                   | Poirot: Niedziela na wsi              | The Hollow                              | [ 54 ] |
| Seria 10 (2006)      |                                       |                                         |        |
|                      |                                       |                                         |        |
| 54                   | Poirot: Zagadka Błękitnego Expressu   | The Mystery of the Blue Train           | [ 55 ] |
|                      |                                       |                                         |        |
| 55                   | Poirot: Karty na stół                 | Cards on table                          | [ 56 ] |
|                      |                                       |                                         |        |
| 56                   | Poirot: Po pogrzebie                  | After the Funeral                       | [ 57 ] |
|                      |                                       |                                         |        |
| 57                   | Poirot: Pora przypływu                | Taken at the Flood                      | [ 58 ] |
| Seria 11 (2008–2009) |                                       |                                         |        |
|                      |                                       |                                         |        |
| 58                   | Pani McGinty nie żyje                 | Mrs McGinty's Dead                      | [ 59 ] |
|                      |                                       |                                         |        |
| 59                   | Poirot: Kot wśród gołębi              | Cat Among the Pigeons                   | [ 60 ] |
|                      |                                       |                                         |        |
| 60                   | Poirot: Trzecia lokatorka             | Third Girl                              | [ 61 ] |
|                      |                                       |                                         |        |
| 61                   | Poirot: Rendez-vous ze śmiercią       | Appointment with Death                  | [ 62 ] |
| Seria 12 (2009–2010) |                                       |                                         |        |
|                      |                                       |                                         |        |
| 62                   | Poirot: Przyjdź i zgiń                | The Clocks                              | [ 63 ] |
|                      |                                       |                                         |        |
| 63                   | Poirot: Tragedia w trzech aktach      | Three Act Tragedy                       | [ 64 ] |
|                      |                                       |                                         |        |
| 64                   | Poirot: Wigilia Wszystkich Świętych   | Halloween Party                         | [ 65 ] |
|                      |                                       |                                         |        |
| 65                   | Poirot: Morderstwo w Orient Expressie | Murder in the Orient Express            | [ 66 ] |
|                      |                                       |                                         |        |
| Seria 13 (2013)      |                                       |                                         |        |
|                      |                                       |                                         |        |
| 66                   | Poirot: Słonie mają dobrą pamięć      | Elephants Can Remember                  | [ 67 ] |
|                      |                                       |                                         |        |
| 67                   | Poirot: Wielka czwórka                | The Big Four                            | [ 68 ] |
|                      |                                       |                                         |        |
| 68                   | Poirot: Dwanaście prac Herkulesa      | The Labours of Hercule                  | [ 69 ] |
|                      |                                       |                                         |        |
| 69                   | Poirot: Zbrodnia na festynie          | Dead Man’s Folly                        | [ 70 ] |
|                      |                                       |                                         |        |
| 70                   | Poirot: Kurtyna                       | Curtain                                 | [ 71 ] |